# Mouscron
Mouscron (nederlandsk: Moeskroen) er en by i Vallonien i det vestlige Belgien. Byen ligger i provinsen Hainaut, på grænsen til nabolandet Frankrig. Indbyggertallet er pr. 2018 på ca. 58.500 mennesker, og byen har et areal på 121,40 km².
50°44′N 3°13′Ø / 50.733°N 3.217°Ø